# Бурхливий Всесвіт
Бурхливий Всесвіт — науково-популярний документальний фільм 2016 року виробництва Греції. Директор — Теофаніс Мацопулос (Theofanis N. Matsopoulos); режисер — Ніколас Мацопулос (Nicolas Matsopoulos).

## Зміст
Автори фільму займаються висвітленням питання, які сили керують нашим Всесвітом? І що формує з безликого океану космосу загадкові сплетіння галактик та газових хмар; що криється всередині чорних дір?
Такі питання досліджує астрофізика високих енергій. За допомогою здобутків цієї науки в фільмі показується, яким є Всесвіт насправді — розпеченим та наповненим бурхливими процесами, масштаб і силу яких складно уявити.
Документальний фільм надає найсучасніші дані астрономії про середовище, в якому кружляє наш дім — Земля.